# (3467) Bernheim
(3467) Bernheim (1981 SF2) – planetoida z grupy pasa głównego asteroid okrążająca Słońce w ciągu 3,74 lat w średniej odległości 2,41 j.a. Odkrył ją Norman G. Thomas 26 września 1981 roku.